# Anoplophilus koreanus
Anoplophilus koreanus är en insektsart som beskrevs av Sergey Storozhenko och Paik 2010. Anoplophilus koreanus ingår i släktet Anoplophilus och familjen grottvårtbitare. Inga underarter finns listade i Catalogue of Life.